# Мазалов, Владимир Викторович
Владимир Викторович Маза́лов (род. 1954)— российский учёный-математик, профессор, доктор физико-математических наук, Заслуженный деятель науки Российской Федерации, Почётный профессор Новгородского Государственного Университета им. Ярослава Мудрого (2019).

## Биография
В 1976 году окончил факультет прикладной математики — процессов управления Ленинградского государственного университета и поступил в аспирантуру (научный руководитель — профессор В. И. Зубов).
С 1980 года работал в Читинском институте природных ресурсов Сибирского отделения Российской академии наук, где возглавил лабораторию математического моделирования, затем назначен директором института (1993—1998).
В 1981 году защитил кандидатскую диссертацию по приложениям задач оптимальной остановки на тему «Аналитические методы построения оптимальных правил остановки и их применения».
В 1991 году защитил докторскую диссертацию на тему «Методы оптимальной остановки в оптимизационных и минимаксных задачах».
С 1999 года - организатор и первый директор  Института прикладных математических исследований Карельского научного центра РАН .
Исследования В. В. Мазалова лежат в области теории игр и исследования операций.
Руководитель ряда научных проектов, поддержанных Отделением математических наук РАН, РФФИ, РГНФ, ИНТАС, Швейцарским научным фондом, Шведским институтом, Японским фондом развития науки, Академией наук Финляндии.
Мазалов В.В. член редколлегии математических  журналов: «Scientiae Mathematicae Japonica», «International Game Theory Review», «Operations Research and Decisions», «Journal of Algebra and Applied Mathematics», «Journal of Dynamics & Games», «Управление большими системами», «Математическая теория игр и ее приложения», является соредактором ежегодника «Game Theory and Applications» (Nova Science Publishers) и серии «Modeling and Optimization in Science and Technologies» (Springer).
Член Американского математического общества, председатель Российского общества исследования операций (ruors.ru), с 2016 года — президент Международного общества динамических игр (ISDG).
В. В. Мазалов подготовил 24 кандидата наук и одного доктора наук, читает лекции в университетах г. Оулу (Финляндия), г. Йёнчёпинг (Швеция), г. Циндао (Китай) и Петрозаводском государственном университете. Являлся организатором Международного симпозиума по динамическим играм, Всероссийского Симпозиума по прикладной и промышленной математике, Скандинавского симпозиума по теории вероятностей, Российско-Финляндского симпозиума по дискретной математике, серии Школ молодых ученых «Математические методы в экологии», Международных рабочих совещаний по сетевым играм и оптимальной остановке.
В 2019 году присвоено звание Почётного профессора Новгородского Государственного Университета им. Ярослава Мудрого.

## Научная деятельность
Основные научные результаты Мазалова В.В. относятся к теории игр и ее приложениям. Им был исследован широкий класс динамических и эволюционных игр, возникающих в задачах экологии поведения животных и разработаны методы нахождения равновесия в таких играх. Предложенные модели позволяют понять эволюцию ряда важных аспектов поведения животных, таких, как миграция, конкуренция за ресурсы, выбор партнера и фуражирование. Им разработан принципиально новый подход управления биологическими популяциями на основе выделения охраняемой территории.
Предложены новые теоретико-игровые методы в задачах анализа структуры информационно-коммуникационных систем. Показано, что для определения мер центральности вершин и ребер графа эффективно использовать теоретико-игровые меры, связанные с данным графом. Задача кластеризации сетей представлена как коалиционная игра, в которой ищется устойчивое по Нэшу коалиционное разбиение. Разработан новый метод кластеризации на основе методов потенциальных игр. Предложены разные типы потенциалов, которые приводят к построению устойчивого коалиционного разбиения.  Показано, что данный потенциальный метод эквивалентен методу максимального правдоподобия, если сеть моделируется случайным графом. Разработаны теоретико-игровые модели рынков телекоммуникационных услуг: для рынка мобильной связи и для рынка облачных вычислений.

## Основные публикации
Автор более 150 научных публикаций в российских и международных научных журналах,
в том числе Докладах и Известиях Российской академии наук, Теория вероятностей и её применения, Математическое моделирование, Mathematical methods of operations research и др., а также автор 7-и монографий и учебных пособий, в том числе «Математическая теория игр и приложения» и «Переговоры. Математическая теория».
- Vladimir Mazalov Julia Chirkova. Networking Games. Network Forming Games and Games on Networks. Academic Press. 2019. 322 p.
- Мазалов В.В., Чиркова Ю.В. Сетевые игры. Изд-во: Лань. 2018. 320 с.
- Mazalov V.V. Mathematical Game Theory and Applications. — Wiley, 2014. — 432 с. — (Wiley Desktop Editions). — ISBN 978-1-118-89962-5.
- Мазалов В. В., Менчер А. Э., Токарева Ю. С. Переговоры. Математическая теория. — Санкт-Петербург - Москва - Краснодар: Лань, 2012. — 304 с. — ISBN 978-5-8114-1374-4.
- Мазалов В. В. Математическая теория игр и приложения. — Санкт-Петербург - Москва - Краснодар: Лань, 2010. — 446 с. — ISBN 978-5-8114-1025-5.
- Мазалов В. В., Винниченко С. В. Моменты остановки и управляемые случайные блуждания. — Новосибирск: Наука, 1992. — 104 с.
- Мазалов В. В. Игровые моменты остановки. — Новосибирск: Наука, 1987. — 189 с.